# Tyczinino (wieś)
Tyczinino (ros. Тычинино) – wieś (ros. деревня, trb. dieriewnia) w zachodniej Rosji, w osiedlu wiejskim Prigorskoje rejonu smoleńskiego w obwodzie smoleńskim.

## Geografia
Miejscowość położona jest 0,7 km od przystanku kolejowego 361 km, 6,5 km od drogi federalnej R120 (Orzeł – Briańsk – Smoleńsk – Witebsk), 26,5 km od drogi magistralnej M1 «Białoruś», 7,5 km od centrum administracyjnego osiedla wiejskiego (Prigorskoje), 2,5 km od stacji kolejowej (Tyczinino).
W granicach miejscowości znajdują się ulice: 1-ja Dacznaja, 2-ja Dacznaja, Tieniszewskaja.

## Demografia
W 2010 r. miejscowość zamieszkiwało 15 osób.